# The Textorcist: The Story of Ray Bibbia
The Textorcist: The Story of Ray Bibbia é um videogame indie, "inferno de bala" e digitação desenvolvido pelo estúdio italiano Morbidware e publicado pela Headup Games. Foi lançado em 14 de fevereiro de 2019 para Windows no cliente Steam e disponível para Nintendo Switch, PlayStation 4, Xbox One e PC. O jogo gira em torno de um ex-padre que também é exorcista freelancer. O jogo recebeu críticas em sua maioria positivas, elogiando sua música, tema e gráficos.

## Trama
O personagem principal do jogo é Ray Bibbia, um ex- padre "salgado" que vive em Roma e atende visitas domiciliares para exorcizar demônios. Ray Bibbia recebe pela primeira vez uma ligação sobre uma garota possuída por vômito. Depois de uma escaramuça, Ray a exorciza com sucesso, ele então a leva para sua casa depois que o mestre da garota se recusa a pagar Ray por seus serviços ou cuidar da garota, logo depois revelou se chamar Magda. Ao mesmo tempo, Ray descobre que a Santa Igreja ainda facilita a escravidão, com ele tentando encontrar a amiga de Magda para ajudá-la, embora fique claramente angustiado ao ver uma foto de Magda com sua amiga. Depois de invadir um show de uma banda de metal vegano e um clube de strip para obter informações, Ray usa seu computador para rastrear uma pista que recebeu anteriormente para encontrar um certo convênio da Santa Igreja. Ao investigar o pacto, Ray encontra evidências de seu envolvimento com o comércio de escravos, desde sangue até ossos humanos e armas medievais. A freira, que estava apresentando as evidências como meramente circunstanciais, finalmente ataca Ray, mas ele consegue exorcizá-la. Ele entra em uma masmorra secreta para encontrar a garota que estava procurando e revela ser o pai dela. Quando eles tentam escapar, um dos Tenentes da Santa Igreja, agora um Demônio, os impede e derrota Ray enquanto leva a garota com ele de volta ao Vaticano. Enoch, o vocalista da banda de metal vegano, salva o inconsciente Ray, que percebeu que não é poderoso o suficiente e é incentivado por Magda a procurar seu antigo mestre para treinamento adicional. Seu mestre é um eremita em Nápoles, mas foi revelado que seu mestre também fez um acordo com os demônios e se tornou um demônio. Com ele revelando que apenas um demônio pode destruir um demônio, enquanto Ray apenas os exorcizou e nada mais.

## Jogabilidade
As invocações sagradas do personagem principal são exibidas como texto na tela que o jogador deve digitar como se fosse um jogo de digitação. No entanto, enquanto digitam, eles também devem desviar de projéteis que vão desde vômito até raios de energia. Se o jogador for atingido, ele deixa cair a Bíblia e sofre danos à saúde caso estiver sem ela.

## Recepção
The Textorcist recebeu uma pontuação agregada de 78/100 do Metacritic. Holly Green da Paste Magazine comparou o jogo a Mavis Beacon, chamando-o de "uma boa mudança de ritmo", pois a desafiava apesar de sua habilidade de digitação devido à sua dificuldade e ênfase na precisão. Ela chamou a mistura de gêneros do jogo de "inventiva" e o enredo e cenário de "deliciosamente sacrilégio". Luca Forte da Eurogamer Italia avaliou o jogo em 8/10, chamando-o de uma homenagem à Itália, além de "irônico" e "irreverente". Dizendo que a música do jogo é “extremamente cativante”, ele também chamou o humor de uma “dádiva de Deus” para os italianos. Porém, ele afirmou que o jogo era um “nicho” devido à dificuldade e jogabilidade. Simone Tagliaferri do Multiplayer.it avaliou o jogo como 7,8/10, comparando-o a uma mistura de bullet hell("inferno de balas"), JRPG e Typing of the Dead("digitação dos mortos"), e chamando a história de "intrigante" apesar de ser "decididamente surreal". Elogiando a pixel art e a originalidade do jogo, o crítico afirmou, no entanto, que o jogo era "frustrante" se o jogador não conseguisse digitar cegamente com uma mão.